# Larisa Kúklina
Larisa Grigórieva Kúklina –en ruso, Лариса Григорьевна Куклина– (nacida como Larisa Kuznetsova, Labytnangui, 12 de diciembre de 1990) es una deportista rusa que compite en biatlón. Ganó dos medallas de bronce en el Campeonato Europeo de Biatlón de 2021, en la prueba individual y el relevo individual.

## Palmarés internacional
| Campeonato Europeo | Campeonato Europeo       | Campeonato Europeo | Campeonato Europeo      |
| Año                | Lugar                    | Medalla            | Prueba                  |
| ------------------ | ------------------------ | ------------------ | ----------------------- |
| 2021               | Duszniki-Zdrój (Polonia) | Medalla de bronce  | Individual              |
| 2021               | Duszniki-Zdrój (Polonia) | Medalla de bronce  | Relevo mixto individual |